# باكو رابان
فرانسيسكو «باكو» رابانيدا كويرفو، المعروف أكثر باسم باكو رابان (18 فبراير 1934 - 3 فبراير 2023) هو مصمم أزياء فرنسي، إسباني الأصل، الذي أصبح يعرف باسم الطفل الجامح (بالفرنسية: l'enfant terrible)‏ في عالم الموضة الفرنسية في ستينيات القرن الماضي 1960.

## نشأته و تعليمه
ولد رابان 18 فبراير 1934 في بلدية باساخيس إقليم الباسك، مقاطعة غيبوثكوا. كان والده عقيد جمهوري، أعدم على يد قوات فرانكو خلال الحرب الأهلية الإسبانية. في عام 1939 بعد فوز فرانكو الحرب، هرب من إسبانيا إلى فرنسا مع والدته. وكان تعليمه في الأصل في الهندسة المعمارية.

## الوفاة
توفي باكو رابان في 3 فبراير 2023 عن عمر ناهز الثامنة والثمانين.

## روابط خارجية
- باكو رابان على موقع IMDb (الإنجليزية)
- باكو رابان على موقع ألو سيني (الفرنسية)
- باكو رابان على موقع ديسكوغز (الإنجليزية)
- باكو رابان على موقع قاعدة بيانات الفيلم (الإنجليزية)